# Primera División de México 1986-87
La temporada 1986-87 fue la edición número XLVI del campeonato de liga de la Primera División, en la denominada "época profesional" del fútbol mexicano. Se regresó al formato de torneos largos tras la finalización del mundial en México, luego de una temporada en la que se celebraron dos torneos cortos. Guadalajara conquistó su primer título disputando una  liguilla, siendo este el noveno campeonato en la historia del conjunto tapatío, tras 17 años sin ganar un torneo de liga, y finalizando como líder general de la competencia, un punto encima de Cruz Azul, que se quedaría con el segundo puesto.
La final tuvo el distintivo enfrentamiento entre los hermanos Marco Antonio y Guillermo Mendizábal, tras la elección y regreso de este último al fútbol mexicano con Guadalajara. Por su parte, Cruz Azul llegó al juego de vuelta con la baja de cinco jugadores, incluido su capitán Ignacio Flores, quien se desgarró en el primer partido (2-1), donde anotó desde los once pasos, y no pudo liderar al equipo en Jalisco (3-0).
Ascendió como campeón de la Segunda División el Cobras de Querétaro, que ocupó la vigesimoprimera plaza en el máximo circuito (se jugó con 21 equipos, tras la suspensión el descenso en el ciclo 1985-86 por la celebración de los dos torneos cortos); sin embargo, terminó descendiendo de categoría al terminar el certamen, junto a León, en los últimos lugares de la tabla general. Se optó por un descenso doble, para regresar a veinte el número de equipos en el máximo circuito.

## Sistema de competencia
Los veinte participantes fueron divididos en cuatro grupos de cinco equipos cada uno; todos disputaron la fase regular bajo un sistema de liga, es decir, todos contra todos a visita recíproca; con un criterio de puntuación que otorga dos puntos por victoria, uno por empate y cero por derrota. 
Clasificaron a la disputa de la fase final el primer y segundo lugar de cada grupo (sin importar su ubicación en la tabla general). Los equipos clasificados son ubicados del 1 al 8 en duelos cruzados (es decir 1 vs 8, 2 vs 7, 3 vs 6 y 4 vs 5), se enfrentaban en rondas ida-vuelta o eliminación directa. 
La definición de los partidos de fase final tomarían como criterio el "gol de visitante", es decir, el equipo que en la serie ida y vuelta, anotará más goles en calidad de visitante. Se procedería a tiempo extra y tiros de penal en caso de tener la misma cantidad de goles en ambos partidos; los goles en tiempo extra no eran válidos para el criterio de gol de visitante, en virtud de la justicia deportiva que debía imperar, ya que en una serie a visita recíproca, solo los juegos de vuelta tienen tiempos extras. 
En la definición del descenso, se determinó que los dos clubes con menos puntos descenderán automáticamente a segunda división, con el objetivo de retomar la cantidad de 20 equipos en la máxima categoría. Los criterios de desempate para definir todas las posiciones serían la diferencia de goles entre tantos anotados y los recibidos, después se consideraría el "goal average" o promedio de goles, y finalmente la cantidad de goles anotados.

## Equipos participantes

### Ascensos y descensos
| Pos | Ascendido de la Segunda División 1985-86 |
| --- | ---------------------------------------- |
| 3º  | Cobras de Querétaro                      |

| Pos | Descendido en la Torneo México 1986 |
| --- | ----------------------------------- |
| -   | No hubo                             |

### Equipos por Entidad Federativa
En la temporada 1986-1987 jugaron 21 equipos que se distribuían de la siguiente manera:
| Monterrey Tigres Tampico Madero A. Potosino A. Morelia Leones Negros Atlas Guadalajara Tecos de la U.A.G. Club León Irapuato Necaxa Puebla Coyotes Querétaro Toluca América Cruz Azul Atlante UNAM | \| Entidad Federativa \| N.º \| Equipos \| \| ------------------ \| --- \| ------------------------------------------ \| \| Distrito Federal \| 5 \| América, Atlante, Cruz Azul, Necaxa y UNAM \| \| Jalisco \| 4 \| Atlas, Guadalajara, UAG y U de G \| \| Nuevo León \| 2 \| Monterrey y UANL \| \| Estado de México \| 2 \| Toluca y Neza \| \| Guanajuato \| 2 \| León e Irapuato \| \| Puebla \| 2 \| Puebla y Ángeles de Puebla \| \| Querétaro \| 1 \| Cobras \| \| San Luis Potosí \| 1 \| Atlético Potosino \| \| Michoacán \| 1 \| Morelia \| \| Tamaulipas \| 1 \| Tampico Madero \| |                                            |
| Entidad Federativa | N.º | Equipos                                    |
| Distrito Federal | 5 | América, Atlante, Cruz Azul, Necaxa y UNAM |
| Jalisco | 4 | Atlas, Guadalajara, UAG y U de G           |
| Nuevo León | 2 | Monterrey y UANL                           |
| Estado de México | 2 | Toluca y Neza                              |
| Guanajuato | 2 | León e Irapuato                            |
| Puebla | 2 | Puebla y Ángeles de Puebla                 |
| Querétaro | 1 | Cobras                                     |
| San Luis Potosí | 1 | Atlético Potosino                          |
| Michoacán | 1 | Morelia                                    |
| Tamaulipas | 1 | Tampico Madero                             |

### Información de los equipos participantes
| Equipo                     | Sede                                    | Estadio                |
| -------------------------- | --------------------------------------- | ---------------------- |
| América                    | Ciudad de México                        | Azteca                 |
| Ángeles de Puebla          | Puebla, Puebla                          | Cuauhtémoc             |
| Atlante                    | Ciudad de México                        | Azulgrana              |
| Atlas                      | Guadalajara, Jalisco                    | Jalisco                |
| Atlético Morelia           | Morelia, Michoacán                      | Venustiano Carranza    |
| Atlético Potosino          | San Luis Potosí, San Luis Potosí        | Plan de San Luis       |
| Cobras Querétaro           | Santiago de Querétaro, Querétaro        | Corregidora            |
| Cruz Azul                  | Ciudad de México                        | Azteca                 |
| Guadalajara                | Guadalajara, Jalisco                    | Jalisco                |
| Irapuato                   | Irapuato, Guanajuato                    | Irapuato               |
| León                       | León, Guanajuato                        | León                   |
| Monterrey                  | Monterrey, Nuevo León                   | Tecnológico            |
| Necaxa                     | Ciudad de México                        | Azteca                 |
| Neza                       | Ciudad Nezahualcóyotl, Estado de México | Neza 86                |
| Puebla                     | Puebla, Puebla                          | Cuauhtémoc             |
| Tampico Madero             | Tampico, Tamaulipas                     | Tamaulipas             |
| Tecos UAG                  | Zapopan, Jalisco                        | Tres de Marzo          |
| Tigres UANL                | Monterrey, Nuevo León                   | Universitario de N.L.  |
| Toluca                     | Toluca, México                          | Toluca 70' 86'         |
| Universidad de Guadalajara | Guadalajara, Jalisco                    | Jalisco                |
| UNAM                       | Ciudad de México                        | Olímpico Universitario |

## Torneo Regular

### Tabla General
| Pos. | Equipo                  | Pts. | PJ | G  | E  | P  | GF | GC | Dif. | Clasificación                   |
| ---- | ----------------------- | ---- | -- | -- | -- | -- | -- | -- | ---- | ------------------------------- |
| 1    | Guadalajara (C)         | 55   | 40 | 21 | 13 | 6  | 63 | 28 | +35  | Cuartos de final de la liguilla |
| 2    | Cruz Azul               | 54   | 40 | 19 | 16 | 5  | 53 | 32 | +21  | Cuartos de final de la liguilla |
| 3    | América                 | 52   | 40 | 18 | 16 | 6  | 60 | 33 | +27  | Cuartos de final de la liguilla |
| 4    | Atlético Morelia        | 47   | 40 | 18 | 11 | 11 | 52 | 47 | +5   | Cuartos de final de la liguilla |
| 5    | Tigres                  | 44   | 40 | 14 | 16 | 10 | 58 | 53 | +5   | Cuartos de final de la liguilla |
| 6    | Puebla                  | 42   | 40 | 15 | 12 | 13 | 61 | 48 | +13  | Cuartos de final de la liguilla |
| 7    | Atlético Potosino       | 42   | 40 | 13 | 16 | 11 | 40 | 46 | −6   |                                 |
| 8    | Tampico Madero          | 41   | 40 | 16 | 9  | 15 | 60 | 59 | +1   |                                 |
| 9    | UNAM                    | 40   | 40 | 14 | 12 | 14 | 39 | 38 | +1   |                                 |
| 10   | Tecos UAG               | 39   | 40 | 12 | 15 | 13 | 54 | 55 | −1   | Cuartos de final de la liguilla |
| 11   | Coyotes Neza            | 39   | 40 | 14 | 11 | 15 | 40 | 43 | −3   |                                 |
| 12   | Monterrey               | 39   | 40 | 15 | 9  | 16 | 48 | 55 | −7   | Cuartos de final de la liguilla |
| 13   | Toluca                  | 37   | 40 | 7  | 23 | 10 | 35 | 41 | −6   |                                 |
| 14   | Irapuato                | 36   | 40 | 9  | 18 | 13 | 45 | 49 | −4   |                                 |
| 15   | U de G                  | 36   | 40 | 10 | 16 | 14 | 44 | 50 | −6   |                                 |
| 16   | Atlante                 | 34   | 40 | 11 | 12 | 17 | 36 | 39 | −3   |                                 |
| 17   | Ángeles                 | 34   | 40 | 9  | 16 | 15 | 40 | 49 | −9   |                                 |
| 18   | Atlas                   | 33   | 40 | 11 | 11 | 18 | 46 | 57 | −11  |                                 |
| 19   | Necaxa                  | 33   | 40 | 8  | 17 | 15 | 33 | 48 | −15  |                                 |
| 20   | León (D)                | 32   | 40 | 12 | 8  | 20 | 42 | 57 | −15  | Descenso de categoría           |
| 21   | Cobras de Querétaro (D) | 31   | 40 | 8  | 15 | 17 | 36 | 58 | −22  | Descenso de categoría           |

 Fuente: RSSSF

### Grupos

#### Grupo 1
| Pos. | Equipo    | Pts. | PJ | G  | E  | P  | GF | GC | Dif. | Clasificación                   |
| ---- | --------- | ---- | -- | -- | -- | -- | -- | -- | ---- | ------------------------------- |
| 1    | Tecos UAG | 39   | 40 | 12 | 15 | 13 | 54 | 55 | −1   | Cuartos de final de la liguilla |
| 2    | Monterrey | 39   | 40 | 15 | 9  | 16 | 48 | 55 | −7   | Cuartos de final de la liguilla |
| 3    | Toluca    | 37   | 40 | 7  | 23 | 10 | 35 | 41 | −6   |                                 |
| 4    | Atlante   | 34   | 40 | 11 | 12 | 17 | 36 | 39 | −3   |                                 |
| 5    | Necaxa    | 33   | 40 | 8  | 17 | 15 | 33 | 48 | −15  |                                 |

 Fuente: RSSSF

#### Grupo 2
| Pos. | Equipo          | Pts. | PJ | G  | E  | P  | GF | GC | Dif. | Clasificación                   |
| ---- | --------------- | ---- | -- | -- | -- | -- | -- | -- | ---- | ------------------------------- |
| 1    | Guadalajara (C) | 55   | 40 | 21 | 13 | 6  | 63 | 28 | +35  | Cuartos de final de la liguilla |
| 2    | Tigres          | 44   | 40 | 14 | 16 | 10 | 58 | 53 | +5   | Cuartos de final de la liguilla |
| 3    | Tampico Madero  | 41   | 40 | 16 | 9  | 15 | 60 | 59 | +1   |                                 |
| 4    | Coyotes Neza    | 39   | 40 | 14 | 11 | 15 | 40 | 43 | −3   |                                 |
| 5    | León (D)        | 32   | 40 | 12 | 8  | 20 | 42 | 57 | −15  | Descenso de categoría           |

 Fuente: RSSSF

#### Grupo 3
| Pos. | Equipo           | Pts. | PJ | G  | E  | P  | GF | GC | Dif. | Clasificación                   |
| ---- | ---------------- | ---- | -- | -- | -- | -- | -- | -- | ---- | ------------------------------- |
| 1    | Atlético Morelia | 47   | 40 | 18 | 11 | 11 | 52 | 47 | +5   | Cuartos de final de la liguilla |
| 2    | Puebla           | 42   | 40 | 15 | 12 | 13 | 61 | 48 | +13  | Cuartos de final de la liguilla |
| 3    | UNAM             | 40   | 40 | 14 | 12 | 14 | 39 | 38 | +1   |                                 |
| 4    | U de G           | 36   | 40 | 10 | 16 | 14 | 44 | 50 | −6   |                                 |
| 5    | Atlas            | 33   | 40 | 11 | 11 | 18 | 46 | 57 | −11  |                                 |

 Fuente: RSSSF

#### Grupo 4
| Pos. | Equipo                  | Pts. | PJ | G  | E  | P  | GF | GC | Dif. | Clasificación                   |
| ---- | ----------------------- | ---- | -- | -- | -- | -- | -- | -- | ---- | ------------------------------- |
| 1    | Cruz Azul               | 54   | 40 | 19 | 16 | 5  | 53 | 32 | +21  | Cuartos de final de la liguilla |
| 2    | América                 | 52   | 40 | 18 | 16 | 6  | 60 | 33 | +27  | Cuartos de final de la liguilla |
| 3    | Atlético Potosino       | 42   | 40 | 13 | 16 | 11 | 40 | 46 | −6   |                                 |
| 4    | Irapuato                | 36   | 40 | 9  | 18 | 13 | 45 | 49 | −4   |                                 |
| 5    | Ángeles                 | 34   | 40 | 9  | 16 | 15 | 40 | 49 | −9   |                                 |
| 6    | Cobras de Querétaro (D) | 31   | 40 | 8  | 15 | 17 | 36 | 58 | −22  | Descenso de categoría           |

 Fuente: RSSSF

### Resultados
| Local \ Visitante | AME | ANG | ATT | ATS | APO | CAZ | COB | GDL | IRA | LEO | MTY | MOR | NEC | NEZ | PUE | TAM | TOL | UAG | UNL | UDG | UNM |
| ----------------- | --- | --- | --- | --- | --- | --- | --- | --- | --- | --- | --- | --- | --- | --- | --- | --- | --- | --- | --- | --- | --- |
| América           | —   | 0–0 | 2–0 | 1–0 | 0–0 | 1–2 | 3–2 | 1–0 | 2–0 | 1–1 | 1–0 | 4–0 | 0–0 | 1–1 | 3–0 | 2–0 | 0–0 | 4–1 | 0–0 | 1–0 | 2–2 |
| Ángeles de Puebla | 3–2 | —   | 1–0 | 2–1 | 0–0 | 1–1 | 1–0 | 1–2 | 1–1 | 1–1 | 1–0 | 1–1 | 2–2 | 0–1 | 1–1 | 0–0 | 3–3 | 2–0 | 2–2 | 2–3 | 2–1 |
| Atlante           | 0–2 | 1–1 | —   | 4–2 | 2–0 | 0–1 | 2–0 | 0–2 | 3–0 | 2–0 | 2–3 | 1–1 | 0–0 | 2–0 | 0–0 | 2–0 | 0–0 | 2–1 | 4–0 | 0–3 | 0–0 |
| Atlas             | 1–2 | 2–2 | 0–0 | —   | 1–1 | 0–2 | 0–2 | 1–2 | 2–0 | 2–0 | 4–2 | 2–0 | 1–1 | 0–1 | 1–0 | 1–2 | 2–1 | 1–4 | 1–1 | 2–1 | 0–1 |
| Atlético Potosino | 1–4 | 2–1 | 0–0 | 1–1 | —   | 1–0 | 3–1 | 1–1 | 2–1 | 0–0 | 2–0 | 1–0 | 1–1 | 1–1 | 1–0 | 3–1 | 1–1 | 2–1 | 3–3 | 4–1 | 1–0 |
| Cruz Azul         | 2–2 | 0–2 | 1–0 | 0–0 | 0–0 | —   | 0–0 | 1–5 | 0–0 | 6–2 | 0–0 | 2–0 | 1–0 | 3–1 | 1–1 | 2–1 | 2–0 | 2–1 | 1–1 | 2–1 | 1–0 |
| Cobras            | 1–1 | 1–2 | 3–2 | 1–1 | 1–1 | 0–0 | —   | 0–3 | 1–1 | 0–0 | 1–1 | 0–2 | 2–2 | 1–1 | 1–1 | 0–2 | 2–1 | 3–0 | 1–0 | 0–0 | 2–1 |
| Guadalajara       | 2–2 | 1–0 | 0–0 | 3–0 | 1–0 | 0–1 | 2–0 | —   | 1–0 | 2–1 | 4–1 | 1–1 | 3–0 | 1–0 | 0–0 | 2–0 | 1–2 | 5–1 | 1–1 | 1–1 | 2–0 |
| Irapuato          | 0–0 | 3–1 | 0–0 | 1–1 | 1–1 | 0–0 | 3–0 | 1–0 | —   | 1–0 | 2–3 | 1–1 | 1–2 | 0–0 | 3–2 | 1–0 | 3–0 | 5–5 | 1–1 | 2–0 | 1–1 |
| León              | 1–4 | 1–0 | 2–0 | 1–0 | 3–1 | 1–1 | 4–0 | 1–1 | 2–1 | —   | 2–1 | 0–1 | 0–1 | 0–1 | 0–1 | 3–2 | 2–0 | 1–1 | 2–0 | 1–2 | 1–1 |
| Monterrey         | 2–1 | 1–0 | 1–0 | 2–1 | 4–0 | 2–1 | 2–0 | 0–0 | 1–1 | 1–2 | —   | 1–1 | 3–2 | 1–0 | 2–0 | 0–0 | 3–1 | 1–3 | 0–2 | 2–0 | 0–0 |
| Morelia           | 1–1 | 1–0 | 1–0 | 3–0 | 2–0 | 1–3 | 2–1 | 1–3 | 1–0 | 2–1 | 1–0 | —   | 1–0 | 1–0 | 1–0 | 2–1 | 1–1 | 1–1 | 4–2 | 2–0 | 1–2 |
| Necaxa            | 2–0 | 0–0 | 0–1 | 1–2 | 1–2 | 1–1 | 0–1 | 1–1 | 2–1 | 3–1 | 0–0 | 1–4 | —   | 1–0 | 0–1 | 0–0 | 0–0 | 0–3 | 1–4 | 0–0 | 1–2 |
| Neza              | 1–3 | 2–0 | 1–2 | 1–3 | 2–0 | 1–1 | 1–1 | 2–1 | 3–1 | 0–2 | 2–1 | 1–0 | 1–1 | —   | 1–0 | 0–1 | 0–0 | 1–1 | 2–0 | 4–1 | 0–1 |
| Puebla            | 1–1 | 4–0 | 3–1 | 3–2 | 0–1 | 1–2 | 3–1 | 0–3 | 0–1 | 3–1 | 3–2 | 3–4 | 3–1 | 4–2 | —   | 8–1 | 0–2 | 2–0 | 3–0 | 1–1 | 1–1 |
| Tampico Madero    | 3–1 | 2–1 | 1–0 | 3–2 | 2–0 | 2–2 | 2–3 | 4–2 | 2–2 | 2–1 | 4–0 | 2–1 | 1–2 | 0–1 | 1–2 | —   | 2–2 | 1–1 | 1–2 | 4–1 | 2–0 |
| Toluca            | 1–0 | 1–1 | 0–0 | 0–0 | 0–0 | 0–2 | 1–0 | 0–0 | 1–1 | 2–0 | 4–1 | 4–4 | 0–0 | 1–0 | 0–0 | 1–1 | —   | 2–2 | 0–0 | 1–1 | 1–3 |
| Tecos UAG         | 1–1 | 1–1 | 4–2 | 0–1 | 0–0 | 0–3 | 2–0 | 1–2 | 1–1 | 2–0 | 3–1 | 1–1 | 2–0 | 1–1 | 0–1 | 2–3 | 0–0 | —   | 1–0 | 0–0 | 1–1 |
| Tigres UANL       | 1–2 | 2–1 | 1–0 | 3–2 | 3–1 | 1–1 | 2–2 | 1–1 | 2–1 | 2–0 | 1–1 | 2–0 | 1–1 | 3–1 | 3–3 | 2–1 | 1–0 | 1–2 | —   | 4–1 | 1–1 |
| U. de G.          | 0–0 | 1–0 | 1–1 | 1–1 | 3–0 | 1–0 | 3–1 | 0–1 | 2–2 | 2–0 | 3–1 | 3–0 | 1–1 | 0–0 | 2–2 | 1–1 | 1–1 | 0–1 | 1–1 | —   | 1–2 |
| UNAM              | 0–2 | 1–0 | 1–0 | 1–2 | 2–1 | 1–2 | 0–0 | 0–0 | 2–0 | 4–1 | 0–1 | 0–0 | 0–1 | 1–2 | 0–0 | 1–2 | 1–0 | 0–2 | 2–1 | 1–0 | —   |

## Liguilla
|  | Cuartos de final                                               | Cuartos de final                                               | Cuartos de final                                               | Cuartos de final                                               | Cuartos de final                                               |   |   | Semifinales                                          | Semifinales                                          | Semifinales                                          | Semifinales                                          | Semifinales                                          |  |   | Final                                                | Final                                                | Final                                                | Final                                                | Final                                                |  |
|  | 20 y 21 de mayo de 1987 (ida) 23 y 24 de mayo de 1987 (vuelta) | 20 y 21 de mayo de 1987 (ida) 23 y 24 de mayo de 1987 (vuelta) | 20 y 21 de mayo de 1987 (ida) 23 y 24 de mayo de 1987 (vuelta) | 20 y 21 de mayo de 1987 (ida) 23 y 24 de mayo de 1987 (vuelta) | 20 y 21 de mayo de 1987 (ida) 23 y 24 de mayo de 1987 (vuelta) |   |   | 28 de mayo de 1987 (ida) 31 de mayo de 1987 (vuelta) | 28 de mayo de 1987 (ida) 31 de mayo de 1987 (vuelta) | 28 de mayo de 1987 (ida) 31 de mayo de 1987 (vuelta) | 28 de mayo de 1987 (ida) 31 de mayo de 1987 (vuelta) | 28 de mayo de 1987 (ida) 31 de mayo de 1987 (vuelta) |  |   | 4 de junio de 1987 (ida) 7 de junio de 1987 (vuelta) | 4 de junio de 1987 (ida) 7 de junio de 1987 (vuelta) | 4 de junio de 1987 (ida) 7 de junio de 1987 (vuelta) | 4 de junio de 1987 (ida) 7 de junio de 1987 (vuelta) | 4 de junio de 1987 (ida) 7 de junio de 1987 (vuelta) |  |
|  |                                                                |                                                                |                                                                |                                                                |                                                                |   |   |                                                      |                                                      |                                                      |                                                      |                                                      |  |   |                                                      |                                                      |                                                      |                                                      |                                                      |  |
|  |                                                                |                                                                |                                                                |                                                                |                                                                |   |   |                                                      |                                                      |                                                      |                                                      |                                                      |  |   |                                                      |                                                      |                                                      |                                                      |                                                      |  |
|  | 1                                                              | Guadalajara                                                    | 3                                                              | 1                                                              | 4                                                              |   |   |                                                      |                                                      |                                                      |                                                      |                                                      |  |   |                                                      |                                                      |                                                      |                                                      |                                                      |  |
|  | 1                                                              | Guadalajara                                                    | 3                                                              | 1                                                              | 4                                                              |   |   |                                                      |                                                      |                                                      |                                                      |                                                      |  |   |                                                      |                                                      |                                                      |                                                      |                                                      |  |
|  | 12                                                             | Monterrey                                                      | 3                                                              | 0                                                              | 3                                                              |   |   |                                                      |                                                      |                                                      |                                                      |                                                      |  |   |                                                      |                                                      |                                                      |                                                      |                                                      |  |
|  | 12                                                             | Monterrey                                                      | 3                                                              | 0                                                              | 3                                                              |   | 1 | Guadalajara                                          | 2                                                    | 2                                                    | 4                                                    |                                                      |  |   |                                                      |                                                      |                                                      |                                                      |                                                      |  |
|  |                                                                |                                                                |                                                                |                                                                |                                                                |   | 1 | Guadalajara                                          | 2                                                    | 2                                                    | 4                                                    |                                                      |  |   |                                                      |                                                      |                                                      |                                                      |                                                      |  |
|  |                                                                |                                                                | 6                                                              | Puebla                                                         | 0                                                              | 0 | 0 |                                                      |                                                      |                                                      |                                                      |                                                      |  |   |                                                      |                                                      |                                                      |                                                      |                                                      |  |
|  | 3                                                              | América                                                        | 6                                                              | Puebla                                                         | 0                                                              | 0 | 0 | 2                                                    | 1                                                    | 3                                                    |                                                      |                                                      |  |   |                                                      |                                                      |                                                      |                                                      |                                                      |  |
|  | 3                                                              | América                                                        |                                                                |                                                                |                                                                |   |   |                                                      |                                                      | 3                                                    |                                                      |                                                      |  |   |                                                      |                                                      |                                                      |                                                      |                                                      |  |
|  | 6                                                              | Puebla                                                         | 2                                                              | 2                                                              | 4                                                              |   |   |                                                      |                                                      |                                                      |                                                      |                                                      |  |   |                                                      |                                                      |                                                      |                                                      |                                                      |  |
|  | 6                                                              | Puebla                                                         | 2                                                              | 2                                                              | 4                                                              |   |   |                                                      |                                                      |                                                      |                                                      |                                                      |  | 1 | Guadalajara                                          | 1                                                    | 3                                                    | 4                                                    |                                                      |  |
|  |                                                                |                                                                |                                                                |                                                                |                                                                |   |   |                                                      |                                                      |                                                      |                                                      |                                                      |  | 1 | Guadalajara                                          | 1                                                    | 3                                                    | 4                                                    |                                                      |  |
|  |                                                                |                                                                | 2                                                              | Cruz Azul                                                      | 2                                                              | 0 | 2 |                                                      |                                                      |                                                      |                                                      |                                                      |  |   |                                                      |                                                      |                                                      |                                                      |                                                      |  |
|  | 2                                                              | Cruz Azul (p.)                                                 | 2                                                              | Cruz Azul                                                      | 2                                                              | 0 | 2 | 0                                                    | 2                                                    | 2 (3)                                                |                                                      |                                                      |  |   |                                                      |                                                      |                                                      |                                                      |                                                      |  |
|  | 2                                                              | Cruz Azul (p.)                                                 |                                                                |                                                                |                                                                |   |   |                                                      |                                                      | 2 (3)                                                |                                                      |                                                      |  |   |                                                      |                                                      |                                                      |                                                      |                                                      |  |
|  | 10                                                             | Tecos UAG                                                      | 2                                                              | 0                                                              | 2 (2)                                                          |   |   |                                                      |                                                      |                                                      |                                                      |                                                      |  |   |                                                      |                                                      |                                                      |                                                      |                                                      |  |
|  | 10                                                             | Tecos UAG                                                      | 2                                                              | 0                                                              | 2 (2)                                                          |   | 2 | Cruz Azul                                            | 0                                                    | 4                                                    | 4                                                    |                                                      |  |   |                                                      |                                                      |                                                      |                                                      |                                                      |  |
|  |                                                                |                                                                |                                                                |                                                                |                                                                |   | 2 | Cruz Azul                                            | 0                                                    | 4                                                    | 4                                                    |                                                      |  |   |                                                      |                                                      |                                                      |                                                      |                                                      |  |
|  |                                                                |                                                                | 4                                                              | Atlético Morelia                                               | 2                                                              | 1 | 3 |                                                      |                                                      |                                                      |                                                      |                                                      |  |   |                                                      |                                                      |                                                      |                                                      |                                                      |  |
|  | 4                                                              | Atlético Morelia                                               | 4                                                              | Atlético Morelia                                               | 2                                                              | 1 | 3 | 3                                                    | 2                                                    | 5                                                    |                                                      |                                                      |  |   |                                                      |                                                      |                                                      |                                                      |                                                      |  |
|  | 4                                                              | Atlético Morelia                                               |                                                                |                                                                |                                                                |   |   |                                                      |                                                      | 5                                                    |                                                      |                                                      |  |   |                                                      |                                                      |                                                      |                                                      |                                                      |  |
|  | 5                                                              | Tigres                                                         | 2                                                              | 0                                                              | 2                                                              |   |   |                                                      |                                                      |                                                      |                                                      |                                                      |  |   |                                                      |                                                      |                                                      |                                                      |                                                      |  |
|  | 5                                                              | Tigres                                                         | 2                                                              | 0                                                              | 2                                                              |   |   |                                                      |                                                      |                                                      |                                                      |                                                      |  |   |                                                      |                                                      |                                                      |                                                      |                                                      |  |
|  |                                                                |                                                                |                                                                |                                                                |                                                                |   |   |                                                      |                                                      |                                                      |                                                      |                                                      |  |   |                                                      |                                                      |                                                      |                                                      |                                                      |  |

### Final

#### Ida
| 4 de junio de 1987 | Cruz Azul                      | 2:1 (0:0) | Guadalajara | Estadio Azteca, Ciudad de México                                        |                                                                         |
|                    | Flores 8' (pen.) · Morales 87' |           | Valdez 28'  | Asistencia: 100 000 espectadores Árbitro(s): José Antonio Garza y Ochoa | Asistencia: 100 000 espectadores Árbitro(s): José Antonio Garza y Ochoa |

| 1     | POR   | Pablo Larios      |     |
| 2     | DEF   | Ignacio Flores    | 81' |
| 3     | DEF   | Sergio Rubio      |     |
| 4     | DEF   | Edgardo Fuentes   |     |
| 5     | DEF   | Marco Mendizábal  |     |
| 6     | MED   | Eduardo Calderón  |     |
| 7     | MED   | Armando Romero    |     |
| 13    | MED   | Marcelino Bernal  |     |
| 14    | DEL   | José Juan Morales |     |
| 9     | DEL   | Martín Gálvez     | 64' |
| 11    | DEL   | Mariano Puyol     |     |
| D. T. | D. T. | Héctor Pulido     |     |

| 1     | POR   | Javier Ledesma          |     |
| 2     | DEF   | Sergio Lugo             |     |
| 3     | DEF   | Fernando Quirarte       |     |
| 4     | DEF   | Demetrio Madero         |     |
| 5     | DEF   | José Gutiérrez          |     |
| 7     | MED   | Omar Arellano           |     |
| 8     | MED   | José Manuel de la Torre |     |
| 9     | MED   | Benjamín Galindo        |     |
| 23    | DEL   | José Concepción         |     |
| 17    | DEL   | Eduardo de la Torre     | 89' |
| 28    | DEL   | Luis Antonio Valdez     | 64' |
| D. T. | D. T. | Alberto Guerra          |     |

| 16 | DEL | José Enrique Casellas | 64' |
| 17 | DEF | Javier Salatiel       | 81' |

| 22 | MED | Alejandro Guerrero | 64' |
| 10 | DEL | Néstor de la Torre | 89' |

| 8' (pen.) · 87' | Ignacio Flores José Juan Morales |  |

| 28' | Luis Antonio Valdez |  |

| 56' · 87' | Ignacio Flores Eduardo Calderón |

| 65' · 90' | Benjamín Galindo Néstor De la Torre |

| Principal | José Antonio Garza y Ochoa |

| 1     | POR   | Pablo Larios      |     |
| 2     | DEF   | Ignacio Flores    | 81' |
| 3     | DEF   | Sergio Rubio      |     |
| 4     | DEF   | Edgardo Fuentes   |     |
| 5     | DEF   | Marco Mendizábal  |     |
| 6     | MED   | Eduardo Calderón  |     |
| 7     | MED   | Armando Romero    |     |
| 13    | MED   | Marcelino Bernal  |     |
| 14    | DEL   | José Juan Morales |     |
| 9     | DEL   | Martín Gálvez     | 64' |
| 11    | DEL   | Mariano Puyol     |     |
| D. T. | D. T. | Héctor Pulido     |     |

| 1     | POR   | Javier Ledesma          |     |
| 2     | DEF   | Sergio Lugo             |     |
| 3     | DEF   | Fernando Quirarte       |     |
| 4     | DEF   | Demetrio Madero         |     |
| 5     | DEF   | José Gutiérrez          |     |
| 7     | MED   | Omar Arellano           |     |
| 8     | MED   | José Manuel de la Torre |     |
| 9     | MED   | Benjamín Galindo        |     |
| 23    | DEL   | José Concepción         |     |
| 17    | DEL   | Eduardo de la Torre     | 89' |
| 28    | DEL   | Luis Antonio Valdez     | 64' |
| D. T. | D. T. | Alberto Guerra          |     |

| 16 | DEL | José Enrique Casellas | 64' |
| 17 | DEF | Javier Salatiel       | 81' |

| 22 | MED | Alejandro Guerrero | 64' |
| 10 | DEL | Néstor de la Torre | 89' |

| 8' (pen.) · 87' | Ignacio Flores José Juan Morales |  |

| 28' | Luis Antonio Valdez |  |

| 56' · 87' | Ignacio Flores Eduardo Calderón |

| 65' · 90' | Benjamín Galindo Néstor De la Torre |

| Principal | José Antonio Garza y Ochoa |

| 1     | POR   | Pablo Larios      |     |
| 2     | DEF   | Ignacio Flores    | 81' |
| 3     | DEF   | Sergio Rubio      |     |
| 4     | DEF   | Edgardo Fuentes   |     |
| 5     | DEF   | Marco Mendizábal  |     |
| 6     | MED   | Eduardo Calderón  |     |
| 7     | MED   | Armando Romero    |     |
| 13    | MED   | Marcelino Bernal  |     |
| 14    | DEL   | José Juan Morales |     |
| 9     | DEL   | Martín Gálvez     | 64' |
| 11    | DEL   | Mariano Puyol     |     |
| D. T. | D. T. | Héctor Pulido     |     |

| 1     | POR   | Javier Ledesma          |     |
| 2     | DEF   | Sergio Lugo             |     |
| 3     | DEF   | Fernando Quirarte       |     |
| 4     | DEF   | Demetrio Madero         |     |
| 5     | DEF   | José Gutiérrez          |     |
| 7     | MED   | Omar Arellano           |     |
| 8     | MED   | José Manuel de la Torre |     |
| 9     | MED   | Benjamín Galindo        |     |
| 23    | DEL   | José Concepción         |     |
| 17    | DEL   | Eduardo de la Torre     | 89' |
| 28    | DEL   | Luis Antonio Valdez     | 64' |
| D. T. | D. T. | Alberto Guerra          |     |

| 16 | DEL | José Enrique Casellas | 64' |
| 17 | DEF | Javier Salatiel       | 81' |

| 22 | MED | Alejandro Guerrero | 64' |
| 10 | DEL | Néstor de la Torre | 89' |

| 8' (pen.) · 87' | Ignacio Flores José Juan Morales |  |

| 28' | Luis Antonio Valdez |  |

| 56' · 87' | Ignacio Flores Eduardo Calderón |

| 65' · 90' | Benjamín Galindo Néstor De la Torre |

| Principal | José Antonio Garza y Ochoa |

| 1     | POR   | Pablo Larios      |     |
| 2     | DEF   | Ignacio Flores    | 81' |
| 3     | DEF   | Sergio Rubio      |     |
| 4     | DEF   | Edgardo Fuentes   |     |
| 5     | DEF   | Marco Mendizábal  |     |
| 6     | MED   | Eduardo Calderón  |     |
| 7     | MED   | Armando Romero    |     |
| 13    | MED   | Marcelino Bernal  |     |
| 14    | DEL   | José Juan Morales |     |
| 9     | DEL   | Martín Gálvez     | 64' |
| 11    | DEL   | Mariano Puyol     |     |
| D. T. | D. T. | Héctor Pulido     |     |

| 1     | POR   | Javier Ledesma          |     |
| 2     | DEF   | Sergio Lugo             |     |
| 3     | DEF   | Fernando Quirarte       |     |
| 4     | DEF   | Demetrio Madero         |     |
| 5     | DEF   | José Gutiérrez          |     |
| 7     | MED   | Omar Arellano           |     |
| 8     | MED   | José Manuel de la Torre |     |
| 9     | MED   | Benjamín Galindo        |     |
| 23    | DEL   | José Concepción         |     |
| 17    | DEL   | Eduardo de la Torre     | 89' |
| 28    | DEL   | Luis Antonio Valdez     | 64' |
| D. T. | D. T. | Alberto Guerra          |     |

| 16 | DEL | José Enrique Casellas | 64' |
| 17 | DEF | Javier Salatiel       | 81' |

| 22 | MED | Alejandro Guerrero | 64' |
| 10 | DEL | Néstor de la Torre | 89' |

| 8' (pen.) · 87' | Ignacio Flores José Juan Morales |  |

| 28' | Luis Antonio Valdez |  |

| 56' · 87' | Ignacio Flores Eduardo Calderón |

| 65' · 90' | Benjamín Galindo Néstor De la Torre |

| Principal | José Antonio Garza y Ochoa |

#### Vuelta
| 7 de junio de 1987                                       | Guadalajara                         | 3:0 (1:0) | Cruz Azul | Estadio Jalisco, Guadalajara                               |                                                            |
|                                                          | Quirarte 29' · de la Torre 46', 55' |           |           | Asistencia: 56 713 espectadores Árbitro(s): Fermín Ramírez | Asistencia: 56 713 espectadores Árbitro(s): Fermín Ramírez |
| Guadalajara campeón de la Temporada 1986-87. Global 4:2. |                                     |           |           |                                                            |                                                            |

| 1     | POR   | Javier Ledesma          |     |
| 2     | DEF   | Sergio Lugo             |     |
| 3     | DEF   | Fernando Quirarte       |     |
| 4     | DEF   | Demetrio Madero         |     |
| 5     | DEF   | José Gutiérrez          |     |
| 6     | MED   | Guillermo Mendizábal    | 38' |
| 7     | MED   | Omar Arellano           |     |
| 8     | MED   | José Manuel de la Torre |     |
| 23    | DEL   | José Concepción         |     |
| 17    | DEL   | Eduardo de la Torre     |     |
| 28    | DEL   | Luis Antonio Valdez     | 75' |
| D. T. | D. T. | Alberto Guerra          |     |

| 1     | POR   | Pablo Larios          |     |
| 17    | DEF   | Javier Salatiel       | 53' |
| 3     | DEF   | Sergio Rubio          |     |
| 4     | DEF   | Edgardo Fuentes       |     |
| 5     | DEF   | Marco Mendizábal      |     |
| 6     | MED   | Eduardo Calderón      |     |
| 7     | MED   | Armando Romero        |     |
| 13    | MED   | Marcelino Bernal      |     |
| 14    | DEL   | José Juan Morales     |     |
| 11    | DEL   | Mariano Puyol         |     |
| 16    | DEL   | José Enrique Casellas | 53' |
| D. T. | D. T. | Héctor Pulido         |     |

| 10 | MED | José Manuel López  | 38' |
| 22 | MED | Alejandro Guerrero | 75' |

| 9  | DEL | Mariano Puyol | 53' |
| 18 | MED | Gerardo Durón | 53' |

| 29' · 46' · 55' | Fernando Quirarte Eduardo de la Torre |  |

| 18' · 58' · 85' | Fernando Quirarte José Manuel de la Torre Eduardo de la Torre |

| 38' | Armando Romero |

| 87' · 89' | Edgardo Fuentes Marco Mendizábal |

| Principal | Fermín Ramírez |

| 1     | POR   | Javier Ledesma          |     |
| 2     | DEF   | Sergio Lugo             |     |
| 3     | DEF   | Fernando Quirarte       |     |
| 4     | DEF   | Demetrio Madero         |     |
| 5     | DEF   | José Gutiérrez          |     |
| 6     | MED   | Guillermo Mendizábal    | 38' |
| 7     | MED   | Omar Arellano           |     |
| 8     | MED   | José Manuel de la Torre |     |
| 23    | DEL   | José Concepción         |     |
| 17    | DEL   | Eduardo de la Torre     |     |
| 28    | DEL   | Luis Antonio Valdez     | 75' |
| D. T. | D. T. | Alberto Guerra          |     |

| 1     | POR   | Pablo Larios          |     |
| 17    | DEF   | Javier Salatiel       | 53' |
| 3     | DEF   | Sergio Rubio          |     |
| 4     | DEF   | Edgardo Fuentes       |     |
| 5     | DEF   | Marco Mendizábal      |     |
| 6     | MED   | Eduardo Calderón      |     |
| 7     | MED   | Armando Romero        |     |
| 13    | MED   | Marcelino Bernal      |     |
| 14    | DEL   | José Juan Morales     |     |
| 11    | DEL   | Mariano Puyol         |     |
| 16    | DEL   | José Enrique Casellas | 53' |
| D. T. | D. T. | Héctor Pulido         |     |

| 10 | MED | José Manuel López  | 38' |
| 22 | MED | Alejandro Guerrero | 75' |

| 9  | DEL | Mariano Puyol | 53' |
| 18 | MED | Gerardo Durón | 53' |

| 29' · 46' · 55' | Fernando Quirarte Eduardo de la Torre |  |

| 18' · 58' · 85' | Fernando Quirarte José Manuel de la Torre Eduardo de la Torre |

| 38' | Armando Romero |

| 87' · 89' | Edgardo Fuentes Marco Mendizábal |

| Principal | Fermín Ramírez |

| 1     | POR   | Javier Ledesma          |     |
| 2     | DEF   | Sergio Lugo             |     |
| 3     | DEF   | Fernando Quirarte       |     |
| 4     | DEF   | Demetrio Madero         |     |
| 5     | DEF   | José Gutiérrez          |     |
| 6     | MED   | Guillermo Mendizábal    | 38' |
| 7     | MED   | Omar Arellano           |     |
| 8     | MED   | José Manuel de la Torre |     |
| 23    | DEL   | José Concepción         |     |
| 17    | DEL   | Eduardo de la Torre     |     |
| 28    | DEL   | Luis Antonio Valdez     | 75' |
| D. T. | D. T. | Alberto Guerra          |     |

| 1     | POR   | Pablo Larios          |     |
| 17    | DEF   | Javier Salatiel       | 53' |
| 3     | DEF   | Sergio Rubio          |     |
| 4     | DEF   | Edgardo Fuentes       |     |
| 5     | DEF   | Marco Mendizábal      |     |
| 6     | MED   | Eduardo Calderón      |     |
| 7     | MED   | Armando Romero        |     |
| 13    | MED   | Marcelino Bernal      |     |
| 14    | DEL   | José Juan Morales     |     |
| 11    | DEL   | Mariano Puyol         |     |
| 16    | DEL   | José Enrique Casellas | 53' |
| D. T. | D. T. | Héctor Pulido         |     |

| 10 | MED | José Manuel López  | 38' |
| 22 | MED | Alejandro Guerrero | 75' |

| 9  | DEL | Mariano Puyol | 53' |
| 18 | MED | Gerardo Durón | 53' |

| 29' · 46' · 55' | Fernando Quirarte Eduardo de la Torre |  |

| 18' · 58' · 85' | Fernando Quirarte José Manuel de la Torre Eduardo de la Torre |

| 38' | Armando Romero |

| 87' · 89' | Edgardo Fuentes Marco Mendizábal |

| Principal | Fermín Ramírez |

| 1     | POR   | Javier Ledesma          |     |
| 2     | DEF   | Sergio Lugo             |     |
| 3     | DEF   | Fernando Quirarte       |     |
| 4     | DEF   | Demetrio Madero         |     |
| 5     | DEF   | José Gutiérrez          |     |
| 6     | MED   | Guillermo Mendizábal    | 38' |
| 7     | MED   | Omar Arellano           |     |
| 8     | MED   | José Manuel de la Torre |     |
| 23    | DEL   | José Concepción         |     |
| 17    | DEL   | Eduardo de la Torre     |     |
| 28    | DEL   | Luis Antonio Valdez     | 75' |
| D. T. | D. T. | Alberto Guerra          |     |

| 1     | POR   | Pablo Larios          |     |
| 17    | DEF   | Javier Salatiel       | 53' |
| 3     | DEF   | Sergio Rubio          |     |
| 4     | DEF   | Edgardo Fuentes       |     |
| 5     | DEF   | Marco Mendizábal      |     |
| 6     | MED   | Eduardo Calderón      |     |
| 7     | MED   | Armando Romero        |     |
| 13    | MED   | Marcelino Bernal      |     |
| 14    | DEL   | José Juan Morales     |     |
| 11    | DEL   | Mariano Puyol         |     |
| 16    | DEL   | José Enrique Casellas | 53' |
| D. T. | D. T. | Héctor Pulido         |     |

| 10 | MED | José Manuel López  | 38' |
| 22 | MED | Alejandro Guerrero | 75' |

| 9  | DEL | Mariano Puyol | 53' |
| 18 | MED | Gerardo Durón | 53' |

| 29' · 46' · 55' | Fernando Quirarte Eduardo de la Torre |  |

| 18' · 58' · 85' | Fernando Quirarte José Manuel de la Torre Eduardo de la Torre |

| 38' | Armando Romero |

| 87' · 89' | Edgardo Fuentes Marco Mendizábal |

| Principal | Fermín Ramírez |

| Campeón Primera División 1986-87 |
| -------------------------------- |
|                                  |
| Guadalajara                      |
| 9.o título                       |